# Bonifacije III.
Bonifacije III., papa od 19. veljače 607. do 12. studenog 607. godine.